# Glenda Jackson
Glenda Jackson   (Birkenhead, 9 de maig de 1936 - Blackheath, 15 de juny de 2023) va ser una actriu i política anglesa dues vegades premiada amb l'Oscar a la millor actriu. Va ser condecorada amd l'Orde de l'Imperi Britànic el 1978. En la dècada del 1990, va començar una carrera política amb el partit laborista en la circumscripció electoral de Hampstead and Highgate, situada al Districte londinenc de Camden. En les eleccions legislatives de 2010, va ser escollida per poc marge com a membre del Parlament britànic per la circumscripció de Hampstead i Kilburn, amb només 42 vots de diferència.

## Vida personal
Jackson va néixer a Birkenhead, The Wirral, a Cheshire, al si d'una família obrera. Havia de treballar en una farmàcia.
Va tenir un fill del seu exmarit, Roy Hodges, amb qui s'havia casat a 22 anys.

## Carrera d'actriu
A 18 anys, va entrar a la Royal Academy of Dramatic Art. Va fer el seu començament a l'escena amb Separate Tables de Terence Rattigan el 1957, després al cinema, sis anys més tard, a This sporting Life de Lindsay Anderson. Va col·laborar igualment amb Peter Brook a Marat-sade, interpretant Charlotte Corday.
Actriu de teatre molt reputada, va accedir a la celebritat internacional gràcies a dos papers en pel·lícules de Ken Russell: el de Gudrun Brangwen, l'artista-escultora emancipada, repartint-se entre Oliver Reed i Alan Bates, a Women in Love, adaptació de la novel·la de D.H. Lawrence que li val el seu primer Oscar el 1971, i el d'Antonina Milyukova, l'esposa nimfòmana del compositor Txaikovski, interpretat per Richard Chamberlain a  The Music Lovers, 1970. Va treballar llavors amb John Schlesinger a Diumenge, maleït diumenge on el seu marit, interpretat per Peter Finch, l'enganya amb Murray Head. També va ser dirigida per Joseph Losey a The Romantic Englishwoman on, casada amb Michael Caine, s'ofereix a un gigoló interpretat per Helmut Berger. Col·laborà, d'altra banda, amb Robert Altman dues vegades: a Health, té per companya a Lauren Bacall. Glenda Jackson s'ha confrontat d'altra banda a Vanessa Redgrave a Mary, Queen of Scots, sortint victoriosa de l'enfrontament, tan notable al paper de la reina verge com Bette Davis en el seu temps. També davant de Susannah York en l'adaptació de Christopher Milles (germà de l'actriu Sarah Milles) de l'obra de Jean Genet Les Minyones.
Al començament dels anys 1970, Glenda Jackson va aparèixer en alguns sketxs de l'emissió de Morecambe And Wise per a la BBC mostrant així les seves aptituds en el registre còmic. En el cinema, va confirmar el seu pas a la comèdia amb A Touch of class, 1973, de Melvin Frank; pel·lícula amb la qual s'emporta un segon Oscar.
Va ser igualment coneguda per haver fet interpretacions memorables de Hedda Gabler, d'Elisabeth I i de Sarah Bernhardt, però també d'Helena Sakharov (davant de Jason Robards) i de l'actriu Patricia Neal, amb Dirk Bogarde al paper de Roald Dahl.
La seva darrera actuació, ja molt malalta, va ser l'any 2022 a la pel·lícula "The Great Escaper", estrenada l'any 2023. Va morir 9 mesos després de finalitzar-ne el rodatge.

## Carrera política
Des de 1992, va tenir un seient a la Cambra dels Comuns pel partit laborista. Va donar suport a Ken Livingstone. La premsa va especular molt amb el seu nom per reemplaçar Tony Blair quan aquest va anunciar el seu desig de marxar el 2006. Però Jackson va posar de seguida fi a aquests rumors.

## Filmografia
| Any  | Pel·lícula                                         | Paper                     | Notes |
| ---- | -------------------------------------------------- | ------------------------- | --- |
| 1963 | This Sporting Life                                 | Cantant a la festa        | No surt als crèdits |
| 1967 | Benefit of the Doubt                               | petit paper               | |
| 1967 | Marat/Sade                                         | Charlotte Corday          | |
| 1968 | Tell Me Lies                                       | Convidada                 | |
| 1968 | The Wednesday Play                                 | Julie                     | Let's Murder Vivaldi |
| 1968 | Negatives                                          | Vivien                    | |
| 1969 | Dones enamorades (Women in Love)                   | Gudrun Brangwen           | Oscar a la millor actriu Nominada − BAFTA a la millor actriu Nominada − Globus d'Or a la millor actriu dramàtica                                   |
| 1969 | ITV Saturday Night Theatre                         | Marina Palek              | Salve Regina |
| 1970 | Play of the Month                                  |                           | Howards End |
| 1970 | La passió de viure (The Music Lovers)              | Antonina Milyukova        | |
| 1971 | Diumenge, maleït diumenge (Sunday Bloody Sunday)   | Alex Greville             | BAFTA a la millor actriu Nominada − Oscar a la millor actriu                                                                                       |
| 1971 | El xicot (The Boy Friend)                          | Rita                      | No surt als crèdits |
| 1971 | Mary, Queen of Scots                               | Elisabet I                | Nominada − Globus d'Or a la millor actriu dramàtica                                                                                                |
| 1971 | Elizabeth R                                        | Elisabet I                | TV mini-sèrie Primetime Emmy a la millor actriu en sèrie dramàtica                                                                                 |
| 1972 | The Triple Echo                                    | Alice                     | |
| 1973 | A Touch of Class                                   | Vicki Allessio            | Oscar a la millor actriu Globus d'Or a la millor actriu musical o còmica Conquilla de Plata a la millor actriu Nominada − BAFTA a la millor actriu |
| 1973 | A Bequest to the Nation                            | Lady Emma Hamilton        | |
| 1974 | The Maids                                          | Solange                   | |
| 1975 | Una anglesa romàntica (The Romantic Englishwoman)  | Elizabeth Fielding        | |
| 1975 | The Devil Is a Woman                               | Germana Geraldine         | |
| 1975 | Hedda                                              | Hedda Gabler              | Nominada − Oscar a la millor actriu Nominada − Globus d'Or a la millor actriu dramàtica                                                            |
| 1976 | La increïble Sarah (The Incredible Sarah)          | Sarah Bernhardt           | Nominada − Globus d'Or a la millor actriu dramàtica                                                                                                |
| 1977 | Nasty Habits                                       | Sister Alexandra          | |
| 1978 | House Calls                                        | Ann Atkinson              | |
| 1978 | Stevie                                             | Stevie Smith              | Nominada − Globus d'Or a la millor actriu dramàtica                                                                                                |
| 1978 | The Class of Miss MacMichael                       | Conor MacMichael          | |
| 1979 | Lost and Found                                     | Tricia                    | |
| 1980 | Hopscotch                                          | Isobel von Schonenberg    | |
| 1980 | Health                                             | Isabella Garnell          | |
| 1981 | The Patricia Neal Story                            | Patricia Neal             | TV Nominada − Primetime Emmy a la millor actriu en minisèrie o telefilm Nominada − Globus d'Or a la millor actriu en minisèrie o telefilm          |
| 1982 | The Return of the Soldier                          | Margaret Grey             | |
| 1982 | Giro City                                          | Sophie                    | |
| 1984 | Sakharov                                           | Yelena Bonner (Sakharova) | Nominada − Globus d'Or a la millor actriu en minisèrie o telefilm                                                                                  |
| 1985 | Turtle Diary                                       | Neaera Duncan             | |
| 1987 | Beyond Therapy                                     | Charlotte                 | |
| 1987 | Business as Usual                                  | Babs Flynn                | |
| 1988 | Strange Interlude                                  | Nina Leeds                | TV |
| 1988 | Salome's Last Dance                                | Herodias / Lady Alice     | |
| 1989 | The Rainbow                                        | Anna Brangwen             | |
| 1989 | King of the Wind                                   | Carolina de Brunsvic      | |
| 1989 | Doombeach                                          | Miss                      | |
| 1990 | T-Bag's Christmas Ding Dong                        | Vanity Bag                | TV |
| 1990 | The Real Story of Humpty Dumpty                    | Glitch the Witch          | (veu) |
| 1991 | The House of Bernarda Alba                         | Bernarda Alba             | TV |
| 1991 | A Murder of Quality                                | Ailsa Brimley             | TV |
| 1992 | The Secret Life of Arnold Bax                      | Harriet Cohen             | TV |
| 1994 | A Wave of Passion: The Life of Alexandra Kollontai | Aleksandra Kol·lontai     | TV (veu) |
| 2021 | Mothering Sunday                                   | Jane Fairchild            | |
| 2023 | The Great Escaper                                  | Rene Jordan               | |